# Juegos Suramericanos de la Juventud de 2025
Los IV Juegos Suramericanos de la Juventud se realizarán en Ciudad de Panamá en el año 2026.  Participaran 15 países en 33 modalidades de 30 deportes.
Originalmente la ciudad argentina de San Luis fue elegida sede, pero desistió de su organización en 2024. 

## Elección de la sede
La elección de la sede de los Juegos Suramericanos de la Juventud de 2025 se produjo en el Comité Ejecutivo de la ODESUR realizada en Buenos Aires, el 3 de mayo de 2023, siendo el único candidato la ciudad de San Luis, y aprobado de manera formal el 5 de mayo del mismo año.
- San Luis: San Luis mostró su interés de organizar los Juegos de la Juventud durante los Juegos Suramericanos de la Juventud de 2022 que se celebraron en Rosario, el 29 de septiembre de 2022.[2]

| Comité Ejecutivo de la ODESUR 5 de mayo de 2024, Buenos Aires, Argentina |            |
| Ciudad                                                                   | Votación   |
| San Luis (ARG)                                                           | Unanimidad |

#### Retiro de la sede
El 15 de abril de 2024, el Secretario de Deportes de San Luis, Gabriel Rivero, comunicó de manera oficial que la provincia no sería la sede de los Juegos. La decisión se atribuyó a la imposibilidad de afrontar los altos costos económicos que demandaría la organización del evento.

#### Nueva sede
A mediados de enero de 2025 el Comité Olímpico de Panamá en conjunto con Pandeportes anunciaban las intenciones de reemplazar a la ciudad de San Luis, Argentina y obtener la organización de los juegos, luego de que la última desistiera de la organización. El 19 de febrero de 2025 se llevó a cabo una reunión y visita de alto nível encabezada por el presidente de ODESUR, Sr. Camilo Perez López, quienes luego de recorrer las instalaciones propuestas y de reunirse con miembros del gobierno panameño, el 20 de febrero de 2025 confirmaron que la Ciudad de Panamá es la nueva sede de los IV Juegos Sudamericanos de la Juventud. Esta será la primera vez que Panamá acoge unos juegos sudamericanos de cualquier categoria.

#### Organización
En conferencia de prensa, el presidente de la ODESUR, junto con la Presidenta del Comité Olímpico de Panamá y autoridades gubernamentales, anunciaron que, ante el desafío de organizar los juegos en solo un año, el comité organizador será conformado en tiempo récord.
Asimismo, se informó que el evento tendrá un costo estimado de 25 millones de dólares, los cuales serán financiados tanto por el Estado como por la iniciativa privada.
En los próximos días, se definirá el plan deportivo, que incluirá las disciplinas y modalidades que formarán parte de la competencia.

#### Instalaciones Deportivas
La comitiva de la ODESUR visitó varias de las instalaciones propuestas para esta edidición de los juegos.

#### Ciudad Deportiva Irving Saladino
- Estadio Rommel Fernández - Ceremonias de Apertura y Clausua - Atletismo
- Arena Roberto Durán - Baloncesto Masculino y Femenino
- Piscina Eileen Coparropa - Natación
- Estadio Emilio Royo - por definir
- Campo de Tiro al arco - Tiro al Arco
- Centro de Combate - Lucha

#### Centro de Alto Rendimiento del Deporte
- Centro Acuático Olímpico - Clavados
- Gimnasio Polideportivo - Por Definir
- Centro de Combates - Por definir
- Club de Golf de Santa María - Golf

#### Circuito Urbano
- Centro de Convenciones Atlapa - Centro de Prensa y Transmisión
- Cinta Costera - Ciclismo de ruta
- Centro de Entrenamiento Atheyna Bailon - Boxeo
- Estadio Maracaná de Panamá - Fútbol
- Calzada de Amador - Triatlón
- Complejo Deportivo de Los Andes

Las autoridades competentes informaron que, una vez esté conformado el Comité Organizador, se anunciarán las sedes pendientes.

## Países participantes
Los IV Juegos Suramericanos de la Juventud cuentan con la participación de 1500 deportistas provenientes de quince países.
| - Argentina - Aruba - Bolivia - Brasil - Chile | - Colombia - Curazao - Ecuador - Guyana - Panamá | - Paraguay - Perú - Surinam - Uruguay - Venezuela |